# Pyzdry
Pyzdry è un comune urbano-rurale polacco del distretto di Września, nel voivodato della Grande Polonia.
Ricopre una superficie di 137,9 km² e nel 2004 contava 7 182 abitanti.